# Tímgád
Tímgád (arabul تيمقاد; latinul Thamugadi, Thamugas; átírásváltozata Timgad) Algéria 1982 óta világörökségi védelmet élvező római kori romvárosa Batna tartományban, Batnától 35 kilométerre délkeletre, az Aurès-hegység északi vonulatai közt, 1000 méteres tengerszint feletti magasságban. Az i. sz. 100-ban alapított kolónia a hálós szerkezetű római kori városok szép, észak-afrikai példája, jelentős épületei egy-egy diadalív, színház, könyvtár, basilica, curia és tizennégy therma. A kiterjedt romterületet helyenként „észak-afrikai Pompeji”-ként emlegetik.

## Története
A három út kereszteződésében, a Thevestét a Tímgádhoz közeli Lambaesisszel összekötő numídiai hadi úton i. sz. 100-ban Traianus alapított fallal kerített katonai helyőrséget colonia Marciana Traiana Thamugadi, röviden Thamugadi néven. A betelepített, a lambaesisi Legio III Augustában szolgált parthus veteránok feladata annak megakadályozása volt, hogy a közeli Aurarius Monsban élő berberek lejussanak a tengerpartra és a kereskedővárosokban portyázzanak. Az eredetileg 15 ezres lakosság befogadására alkalmas város a 2. század közepén gyors növekedésnek indult, és terjeszkedni kezdett. Gazdasági értelemben a Severusok alatt (193–235) élte virágkorát, majd a 3. században kora keresztény, a keresztényüldözéseket követően, a 4. századtól pedig a szakadár donatisták székhelye lett (egyik ismert thamugadi püspökük Optat volt). 430-ban a vandálok, a század végén a berberek dúlták fel Thamugadit, s a 6. században a bizánciak már egy jórészt elnéptelenedett várost találtak a helyszínen. Később, 539-től rövid időre ismét benépesült mint keresztény központ, a 7. században azonban az arabok és a berberek feldúlták és végleg lakhatatlanná tették a várost. A Szahara homokja hamarosan ellepte, egyúttal konzerválta is a város romjait. A régészeti ásatások 1881-ben kezdődtek meg Tímgátban.

## A helyszín

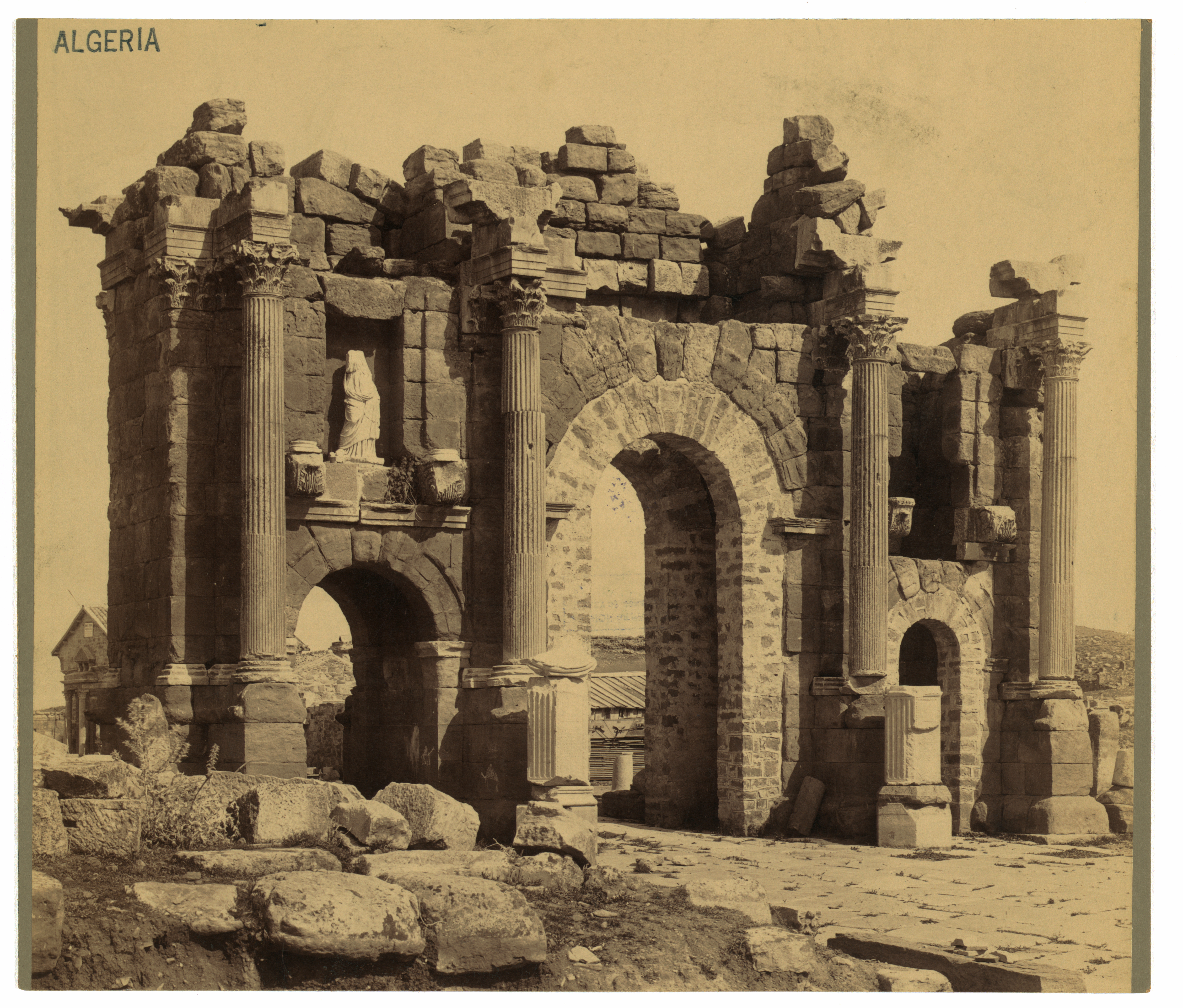
Traianus diadalíve egy 19. század végi színezett képeslapon

A 355×355 méteres fallal körülvett, négyzetes alapterületű, eredeti városmag szigorú szerkezetét jól érzékeltetik az azt kettészelő, egymásra 90 fokban merőleges, tökéletesen egyenes vonalvezetésű, korinthoszi oszlopcsarnokkal övezett utak, a kelet–nyugati irányú (a hadi úttal azonos) decumanus maximus és az észak–déli cardus maximus. A decumanus nyugati végében áll Traianus 2. század közepi, 1900-ban részlegesen felújított, homokkő diadalíve (tímgádi diadalív néven is ismert), valamint a lambaesisi kapu. A decumanus és a cardo kereszteződésénél található a portikuszok keretezte fórum, amelyet délről a polgárok basilicája és a törvénykezés helyszíne, a curia határol. Ugyanitt található a 3500 férőhelyes, jó állapotban lévő színház, amelyben napjainkban is tartanak előadásokat, ezenkívül szentélyek, templomok, thermák és egy könyvtár.
A 2. században kialakult új városnegyedben további piachelyek és thermák találhatóak, valamint az impozáns, méreteiben a római Pantheonra emlékeztető capitoliumi templom, amelyet a rómaihoz hasonlóan Jupiter tiszteletére szenteltek (160). Ennek közelében egy félköríves szentélyű, négyszögletes alaprajzú, 7. századi kis keresztény templom található. Fennmaradt néhány, mozaikkal gazdagon díszített lakóház romja is. A romváros nyugati peremén láthatóak a donatizmus korszakára datálható bazilika és a pompás mozaikpadlós keresztelőkápolna romjai.
A romvárostól délkeletre egy Bizánc korabeli, nagy fellegvár magasodik.

## Külső hivatkozások
- Tímgád az UNESCO világörökség honlapján (angolul)
- Tímgád az Algerian Tourism honlapján (franciául)
- Tímgád képei